# Sciacalli (singolo)
Sciacalli è un singolo del DJ producer italiano TY1, pubblicato il 3 gennaio 2020 come secondo estratto dal sesto album in studio Djungle.

## Descrizione
Il brano è stato realizzato con la partecipazione vocale dei rapper italiani Noyz Narcos e Speranza. Riguardo alla collaborazione, TY1 ha dichiarato di aver particolarmente apprezzato la sinergia musicale e professionale dei due rapper, sostenendo di essersi ritrovato per la prima volta in carriera a non «dover modificare la struttura originaria del brano».

## Video musicale
Il video è stato reso disponibile l'8 gennaio 2020 attraverso il canale YouTube di TY1.

## Tracce
Testi di Emanuele Frasca e Ugo Scicolone, musiche di Gianluca Cranco.
1. Sciacalli – 2:18